# Grey Goo
Grey Goo — разработанная компанией Petroglyph Games компьютерная игра жанра стратегия в реальном времени. Повествует о битве трёх фракций на далёкой планете «Девятая Экосистема» через четыре столетия после нашего времени. Большинство сотрудников студии-разработчика ранее работали над первыми играми этого жанра — Dune 2 и Command & Conquer. Над дизайном игры работает команда Weta Workshop.
Игра была анонсирована 12 марта 2014 года. В июле того же года началось закрытое тестирование, которое продлилось чуть более полутора месяцев. Игра вышла 23 января 2015 года в сервисе цифровой дистрибуции Steam.

## Сюжет
На одной из немногих обитаемых планет под названием Девятая Экосистема, что находится в созвездии Южного Креста, столкнулись три фракции — Человечество, Бета и нанороботы Серая Слизь (Гу). Люди прибыли в систему для расследования непонятного сигнала (к моменту начала событий люди считают себя единственной разумной расой), Бета основали на планете колонию после бегства из родной системы. Наноботы Гу — это старая разведывательная система человечества (Зонд Фон Неймана), которая перепрограммировалась и возвращается обратно домой, поглощая всё на своём пути. Их концепция основана на одноимённом сценарии конца света. Приняв людей за Завесу (таинственную высокотехнологичную расу, уничтожающую целые звёздные системы), Бета начинают боевые действия, однако вскоре вынуждены объединиться с человечеством, чтобы противостоять вторжению Слизи. Совместными усилиями им удаётся уничтожить большую часть нанороботов (ценой самопожертвования ИИ людей Синглтона), однако часть выживает и снова начинает размножаться. Синглтон, будучи поглощённым нанороботами, сохраняет самосознание, но меняет сторону и принимает командование Слизью. Под его руководством Гу побеждает объединённые силы людей и Бета. Синглтон сохраняет жизнь командующим, после чего выясняется истинная цель Гу — противостояние Завесе любой ценой. Отбросив разногласия, все три стороны готовятся встретить настоящего врага.

## Стороны конфликта
Бета — некогда процветающая инопланетная цивилизация, которая была практически уничтожена в столкновении с Саваном. Выжившие эвакуировались в Экосистему 9 и основали там колонию, надеясь добыть достаточно ресурсов, чтобы вернуться к звёздам. Бета способны легко разворачивать форпосты в любой точке карты, однако их постройки должны примыкать к силовым узлам.
Люди — высокоразвитая технологическая цивилизация, некогда активно исследовавшая Вселенную. После провала исследовательских и колонизационных программ, а также ряда междоусобиц, человечество вернулось на Землю, чтобы сохранить то немногое, что от него осталось. Дабы избежать повторения катастроф в будущем, людьми управляют специализированные ИИ. Люди являются создателями Серой слизи. Человеческие постройки крайне энергозависимые и должны быть подключены к единой энергосети. Из-за этого люди вынуждены ограничиться лишь одной базой, однако они обладают беспрецедентными защитными технологиями. Большая часть боевой техники людей является роботами.
Серая слизь (Гу) — мириады нанороботов, объединённые в единый разум. Изначально являлись зондом Фон Неймана, благодаря им были открыты возможности межзвёздных путешествий. Программа была свёрнута, однако Слизь продолжала свою миссию, пока не столкнулась с Саваном. Большая часть нанороботов была уничтожена, однако часть смогла уцелеть. Сменив изначальные директивы (исследовать, собирать, докладывать) на новые (поглощать, расти, размножаться), Слизь превратилась в подобие своих врагов. Не нуждаются в базе. В то же время природа Слизи не позволяет создавать авиацию.
Завеса — таинственная раса непонятной природы (в фольклоре Бета описывается как тихие, безликие и призрачные). Уничтожили большую часть Бета и Слизи. Завеса нуждается в огромном количестве энергии и применяет чудовищные способы добычи (буквально «гасит» звёзды). Классифицируются Слизью как паразит, с постоянно растущим аппетитом на энергоносители. В игре также называется «Саван» или «Безмолвные».

## Отзывы и продажи
| Сводный рейтинг       | Сводный рейтинг         |
| Агрегатор             | Оценка                  |
| --------------------- | ----------------------- |
| GameRankings          | 78,44 %                 |
| Metacritic            | 77/100 (PC, 46 обзоров) |
| Иноязычные издания    |                         |
| Издание               | Оценка                  |
| GameSpot              | 8/10                    |
| IGN                   | 7,6/10                  |
| PC Gamer (US)         | 82 %                    |
| Hardcore Gamer        | 4/5                     |
| HonestGamers          | 8/10                    |
| Kronen Zeitung        | 8/10                    |
| Metro                 | 7/10                    |
| Русскоязычные издания |                         |
| Издание               | Оценка                  |
| PlayGround.ru         | 8,4/10                  |
| Riot Pixels           | 65 %                    |
| «Игромания»           | 8,5/10                  |

Игра получила преимущественно положительные отзывы. На сайте-агрегаторе Metacritic средняя оценка игры составляет 77 из 100 на основе 46 обзоров для платформы PC.
Летом 2018 года, благодаря уязвимости в защите Steam Web API, стало известно, что точное количество пользователей сервиса Steam, которые играли в игру хотя бы один раз, составляет 364 090 человек.